# Woolwich Dockyard

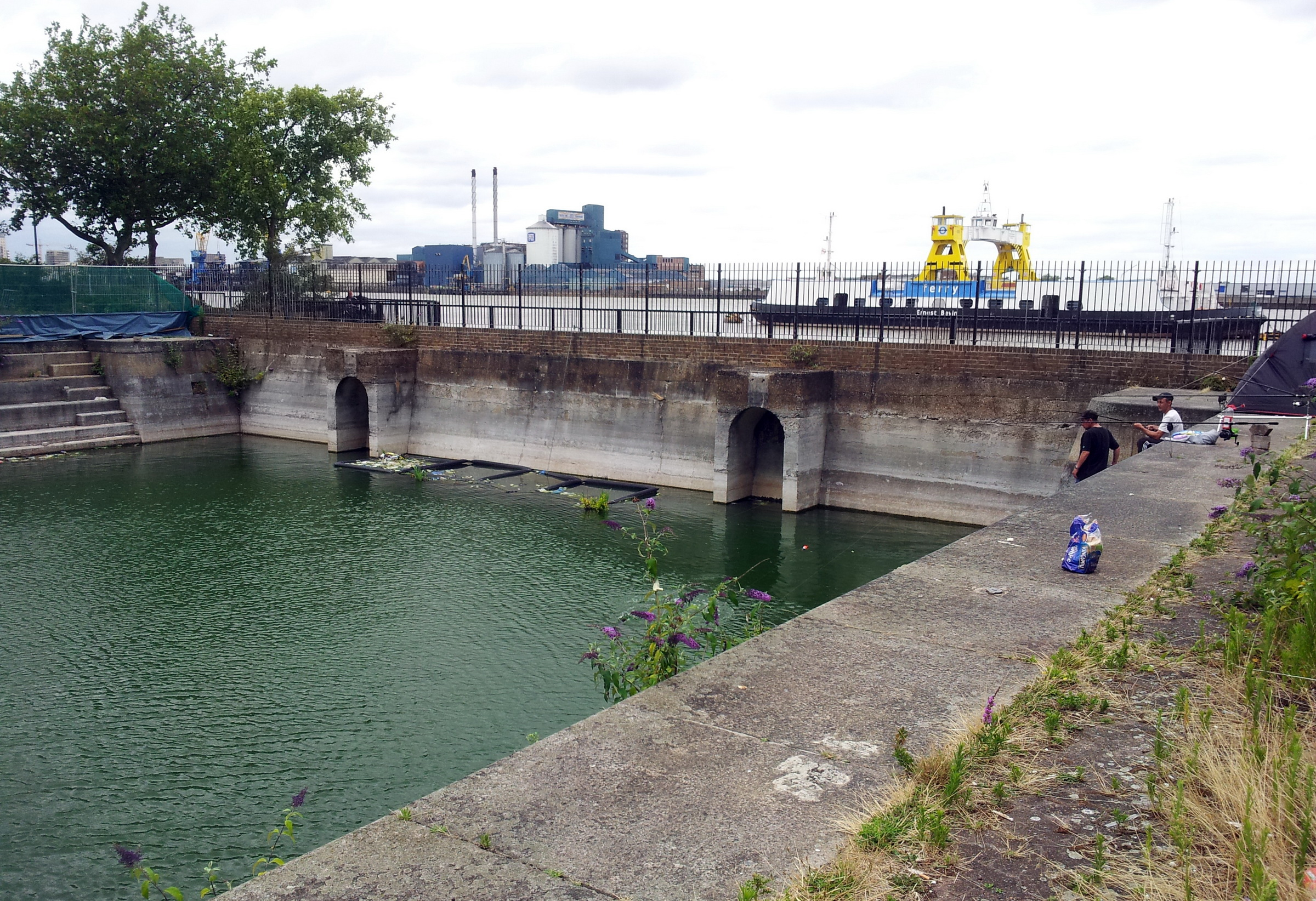
Vissen in een voormalig droogdok

Woolwich Dockyard was een scheepswerf van de Engelse marine, die van begin 16e eeuw tot eind 19e eeuw gevestigd was in Woolwich, destijds in het graafschap Kent, nu in het zuidoostelijk deel van de metropool Groot-Londen.

## Ligging

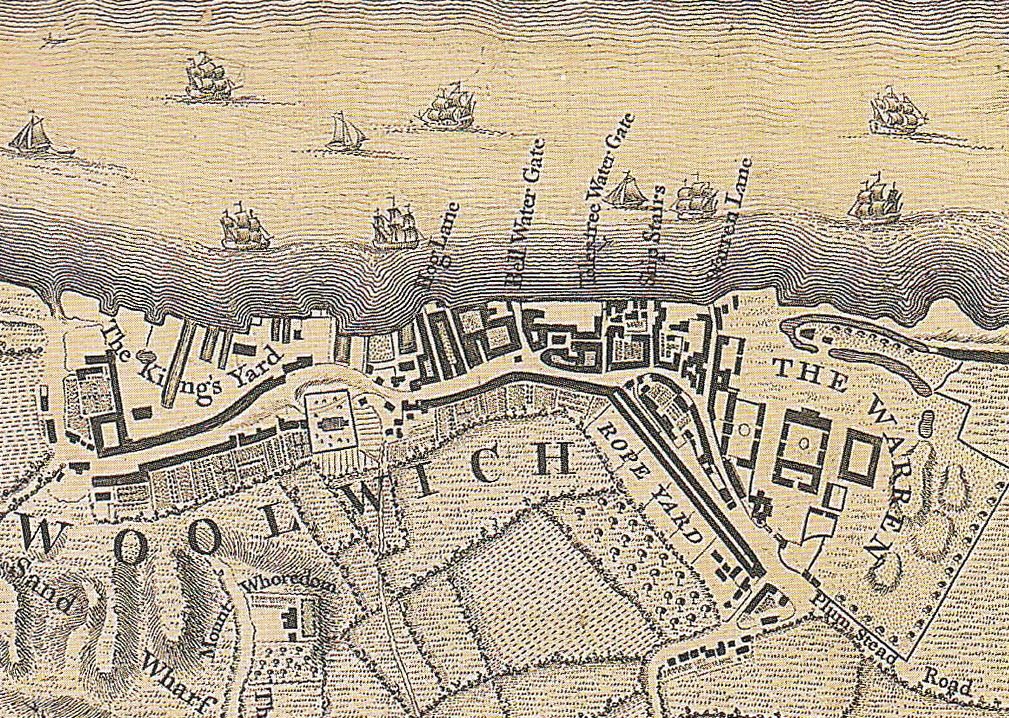
The King's Yard en Oud-Woolwich

Woolwich Dockyard ligt aan de zuidoever van de rivier de Theems, ten noordwesten van het huidige stadscentrum van Woolwich. Minder dan een kilometer ten zuiden van de werf staat Station Woolwich Dockyard. Oostelijk van de voormalige scheepswerf bevindt zich de historische locatie van oud-Woolwich, waar echter niets meer van over is. In dit gebied bevindt zich de aanlegsteiger van de Woolwich Ferry en het entreegebouw van de Woolwich Foot Tunnel. Nog verder naar het oosten ligt het uitgestrekte terrein van het Royal Arsenal, het voormalig koninklijk arsenaal, waar zich nog tientallen historische gebouwen bevinden.

## Geschiedenis

### Oprichting en bloeitijd van de werf
De werf werd in 1512 opgericht door koning Hendrik VIII, primair om zijn vlaggenschip Henri Grâce à Dieu ("Great Harry") te bouwen, het grootste schip uit die tijd.

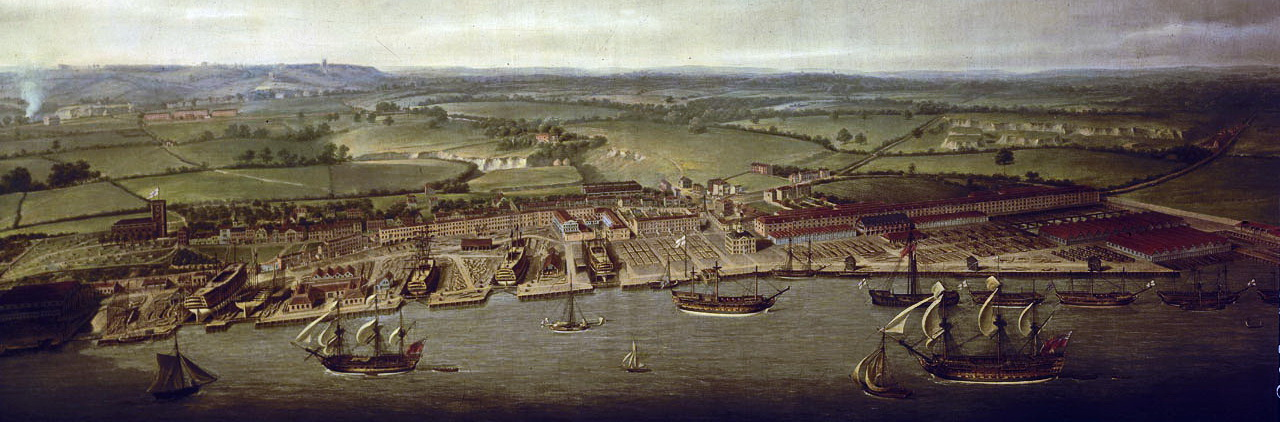
Woolwich Dockyard, Nicholas Pocock, 1790, National Maritime Museum

Evenals zijn tegenhanger Deptford Dockyard, werd de locatie in Woolwich waarschijnlijk gekozen vanwege de ligging aan de oever van de getijdenrivier de Theems, dicht bij Henry's paleis in Greenwich. Wellicht had ook de aanwezigheid van een veerdienst tussen Woolwich en North Woolwich invloed op zijn keuze.
De uiteindelijke faciliteiten omvatten twee grote droogdokken, een aanzienlijk bassin (nu gebruikt door lokale vissers), mastkranen, talrijke pakhuizen, een poortgebouw en Clockhouse, kanonbastions, en, later, een grote metaalverwerkende fabriek gebruikt voor de productie van ankers en andere ijzeren voorwerpen gebruikt in hun scheepsbouw. Ingenieur Samuel Bentham was leerling-scheepstimmerman op de werf rond 1770.

### Belangrijke schepen gebouwd in Woolwich

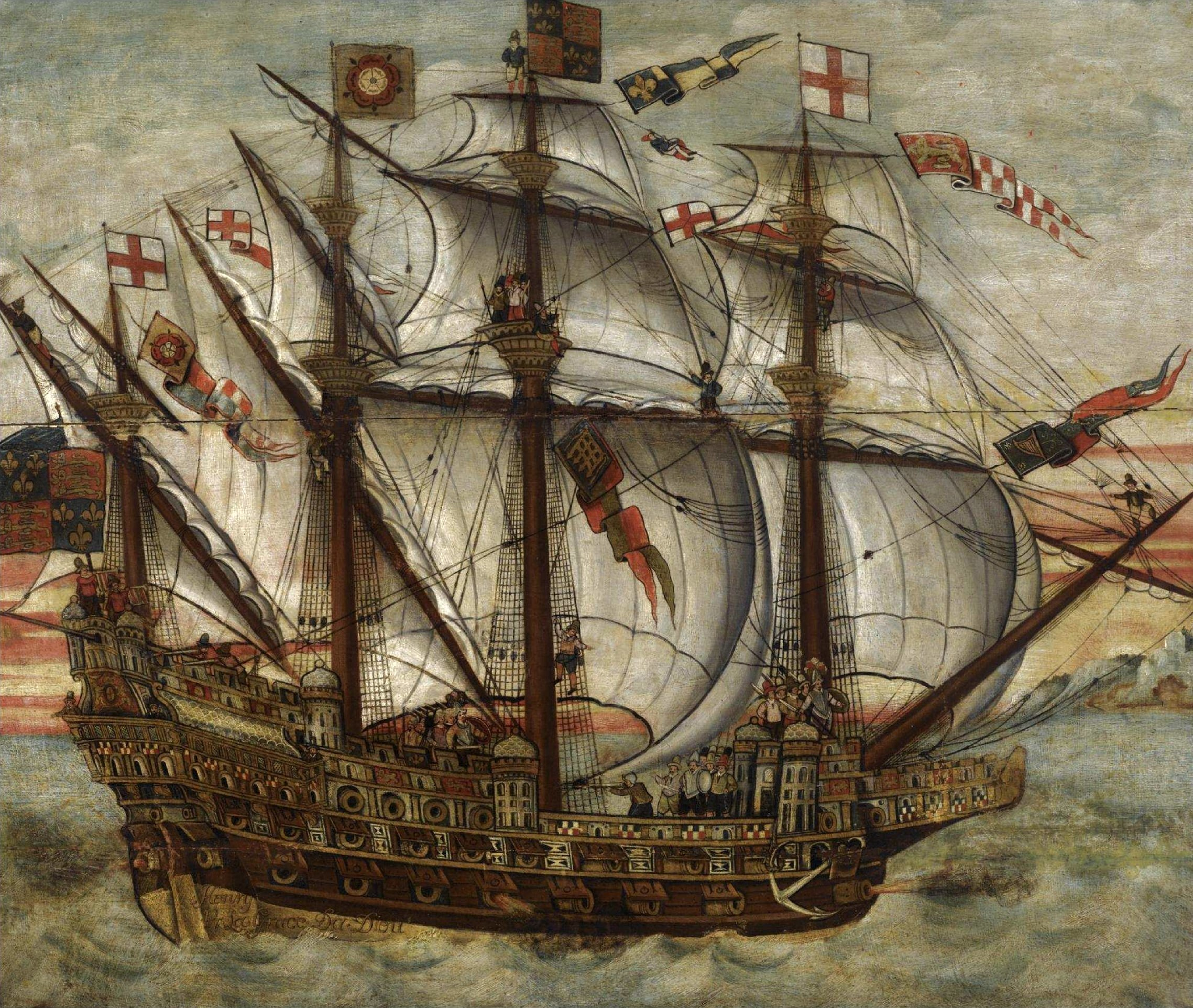
The Great Harry

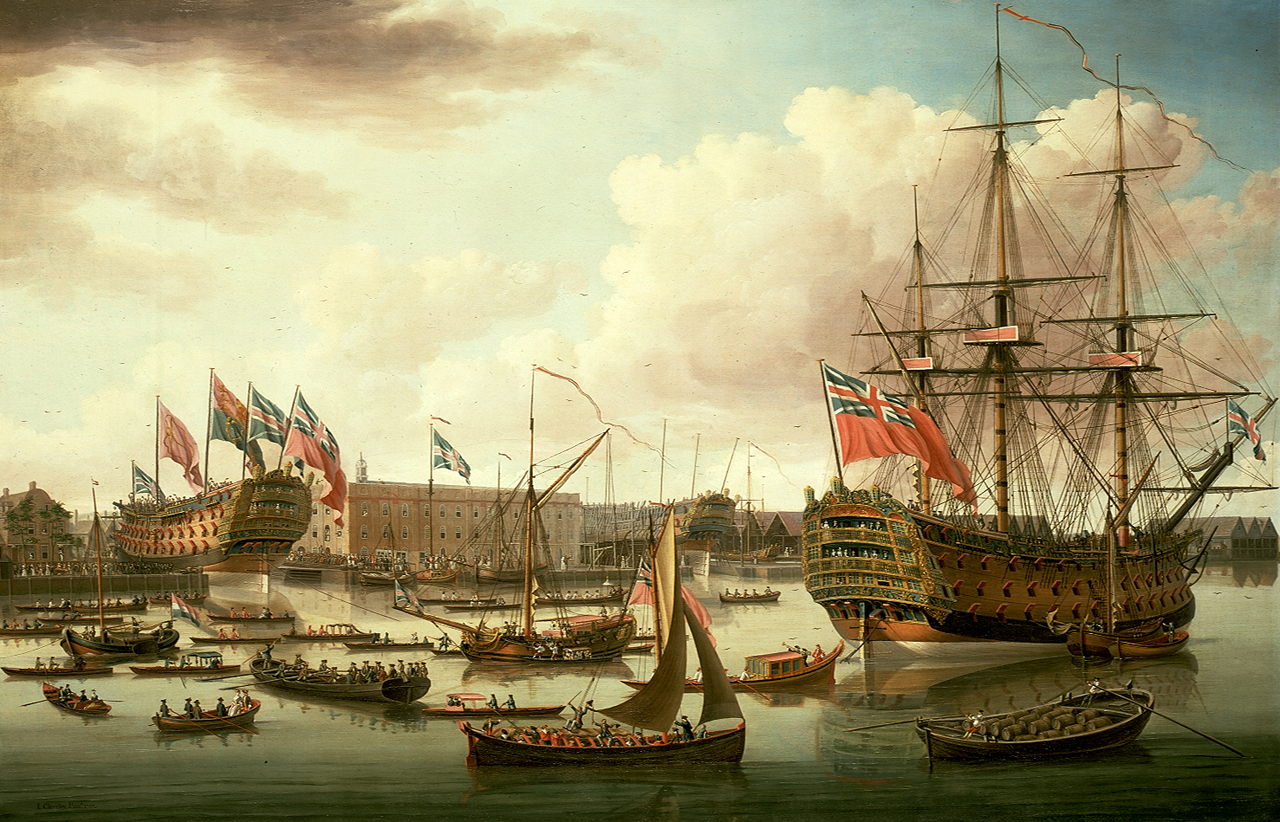
HMS Royal George

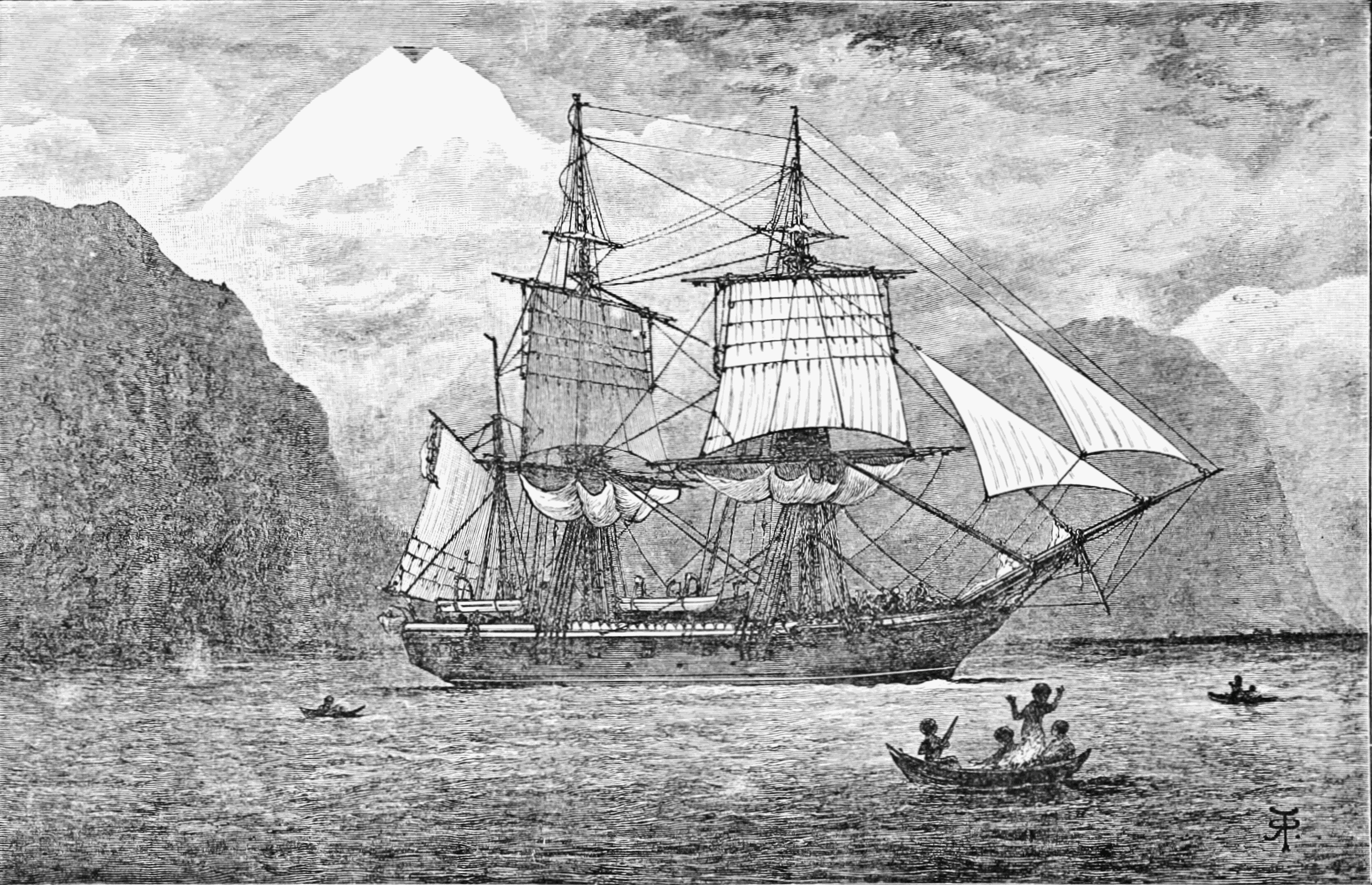
HMS Beagle

- 1512–14 Henri Grâce à Dieu (The Great Harry); vlaggenschip van Henry VIII.
- 1608 Ark Royal - herbouwd
- 1610 HMS Prince Royal
- 1613 Defiance - herbouwd
- 1615 Merhonour - herbouwd
- 1616 HMS Convertine - oorspronkelijk begonnen als privaat oorlogsschip Destiny voor Sir Walter Raleigh
- 1617 Rainbow - herbouwd
- 1631 HMS Vanguard - herbouwd
- 1637 HMS Sovereign of the Seas; first-rate linieschip, besteld door Charles I
- 1655 HMS Royal Charles, Engels vlaggenschip, in 1667 buitgemaakt door de Nederlanders tijdens de Tocht naar Chatham (achtersteven thans in het Rijksmuseum Amsterdam)
- 1670 HMS Saint Andrew; first-rate linieschip
- 1751 HMS Dolphin; circumnavigeerde de aarde twee keer
- 1756 HMS Royal George; first-rate linieschip, haar zinken in 1782 was een van de grootste rampen in de geschiedenis van de Britse Marine - er vielen ongeveer 800 doden
- 1805 HMS Ocean; second-rate linieschip, vlaggenschip van Lord Cuthbert Collingwood
- 1809 HMS Macedonian; fregat, buitgemaakt door de USS United States tijdens de Oorlog van 1812
- 1818 HMS Talavera; third-rate linieschip
- 1820 HMS Beagle; schip gebruikt tijdens de beroemde reis van de Britse bioloog Charles Darwin

### Sluiting en hergebruik van het werfterrein

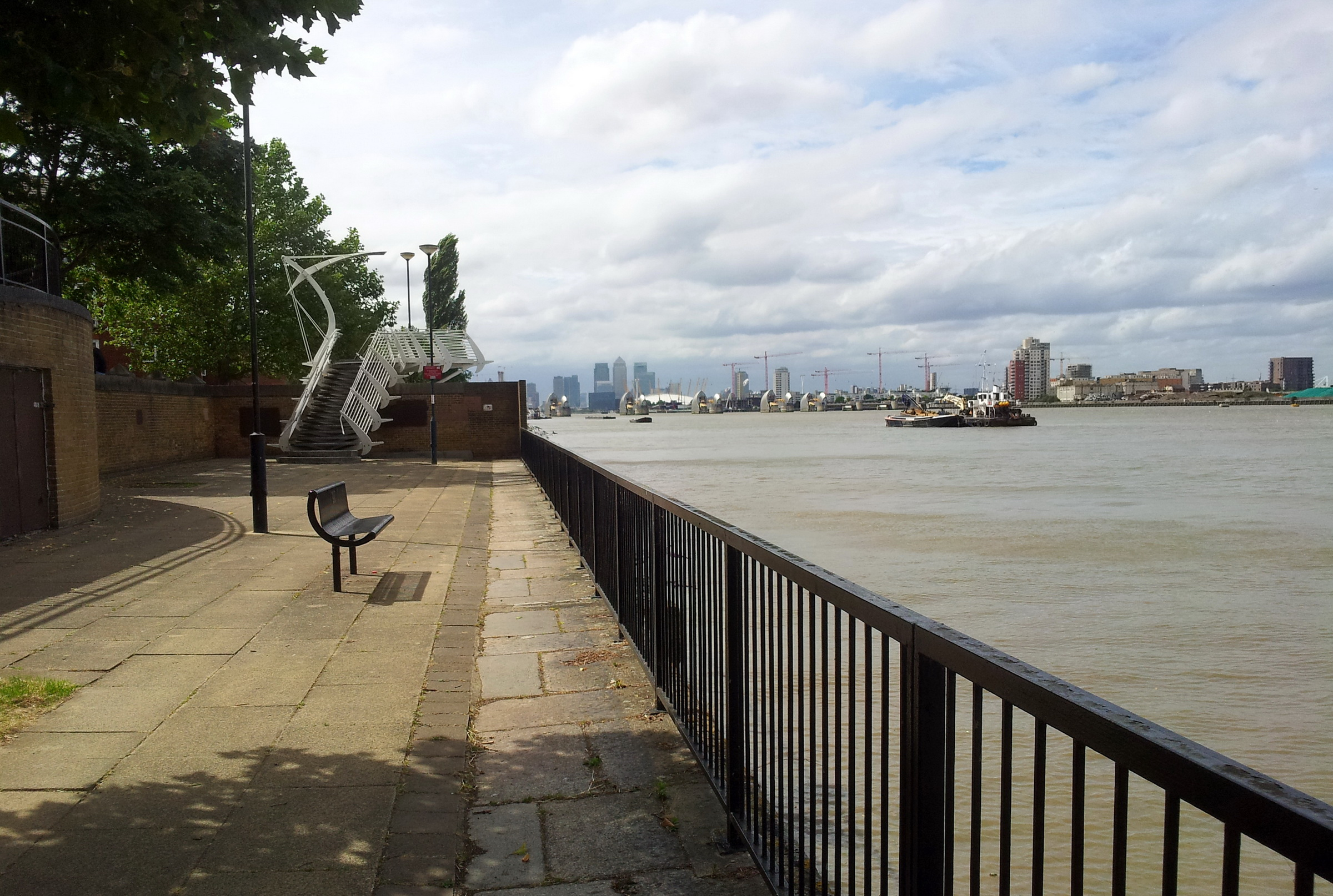
Het Thames Path

Doordat schepen steeds groter werden en de Theems begon dicht te slibben, verplaatste de scheepsbouw zich geleidelijk van Woolwich naar havens dichter bij zee. In 1869 sloot de werf. Het terrein ontwikkelde zich daarna als industrie- en handelsterrein. In 1926 werd het westelijke deel van het terrein verkocht aan de Royal Arsenal Co-operative Society. De Co-op bezit nog steeds een aantal gebouwen op het terrein. In de jaren 1970 en 80 zijn in het gebied een groot aantal woningen gebouwd, waaronder een drietal hoogbouwflats. Aan de oostzijde van het gebied, vlak bij de Woolwich Ferry, verrezen rond 2010 een tweetal woontorens (Mast Quay). De woningbouw heeft het historische karakter van het gebied sterk aangetast. Langs de Theems is in de jaren 1980 en 90 het Thames Path, een langeafstandswandelpad en fietsroute, aangelegd.

## Historisch erfgoed
Een belangrijk beschermd monument is het laat-18e-eeuwse wachtgebouw naast de voormalige werfspoorten. Het gebouw heeft een zuilengalerij in neoclassicistische stijl. Vlak bij staat het voormalige kantoor en huis van de bevelhebber van de scheepswerf. Het gebouw dateert uit 1783-84 en dient nu als buurthuis (Clockhouse Community Centre). Dichter bij de rivier zijn een paar afgesloten dokken bewaard gebleven als herinnering aan de maritieme betekenis van het gebied. Hier staan ook enkele historische kanonnen opgesteld.

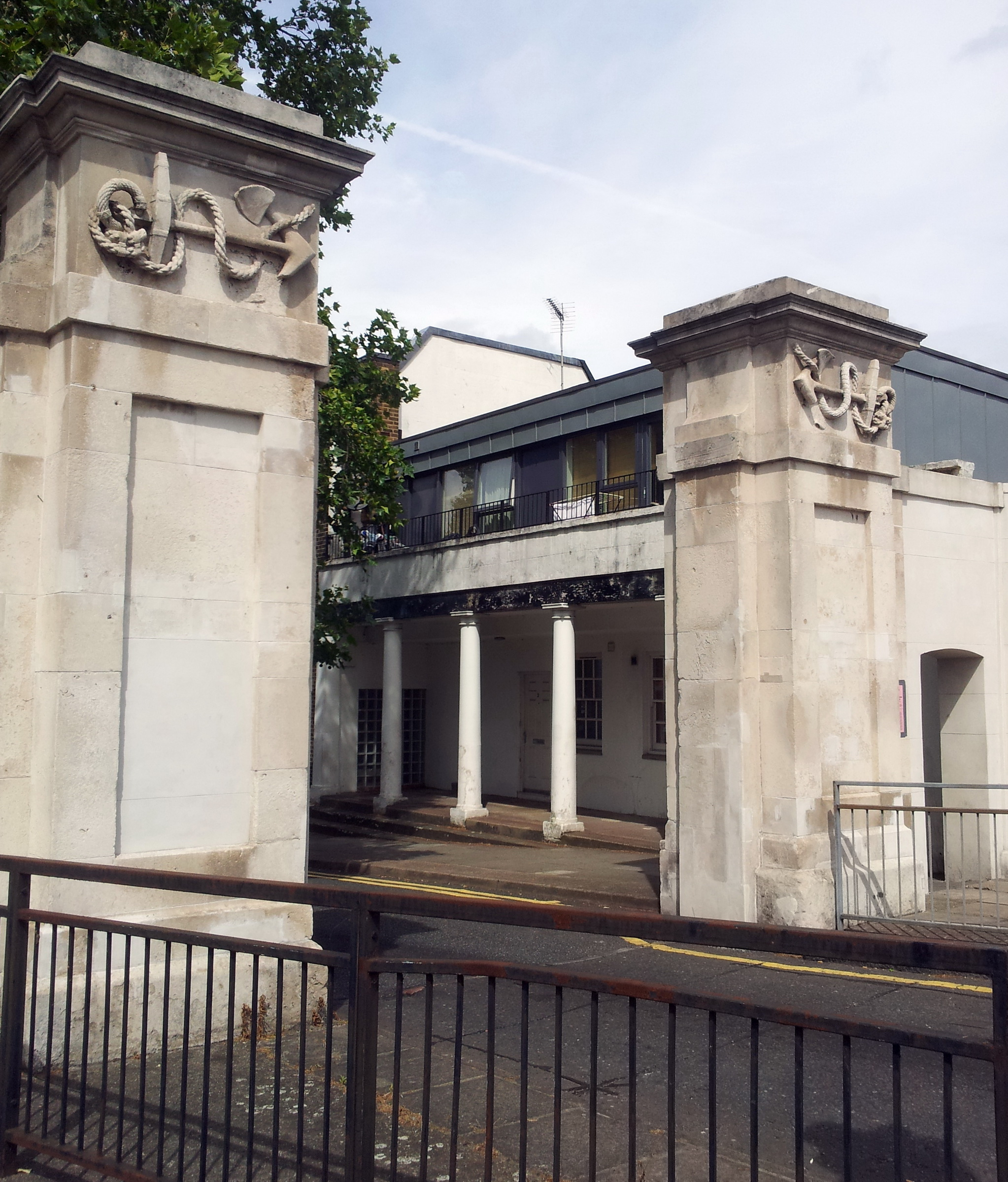
Poortgebouw
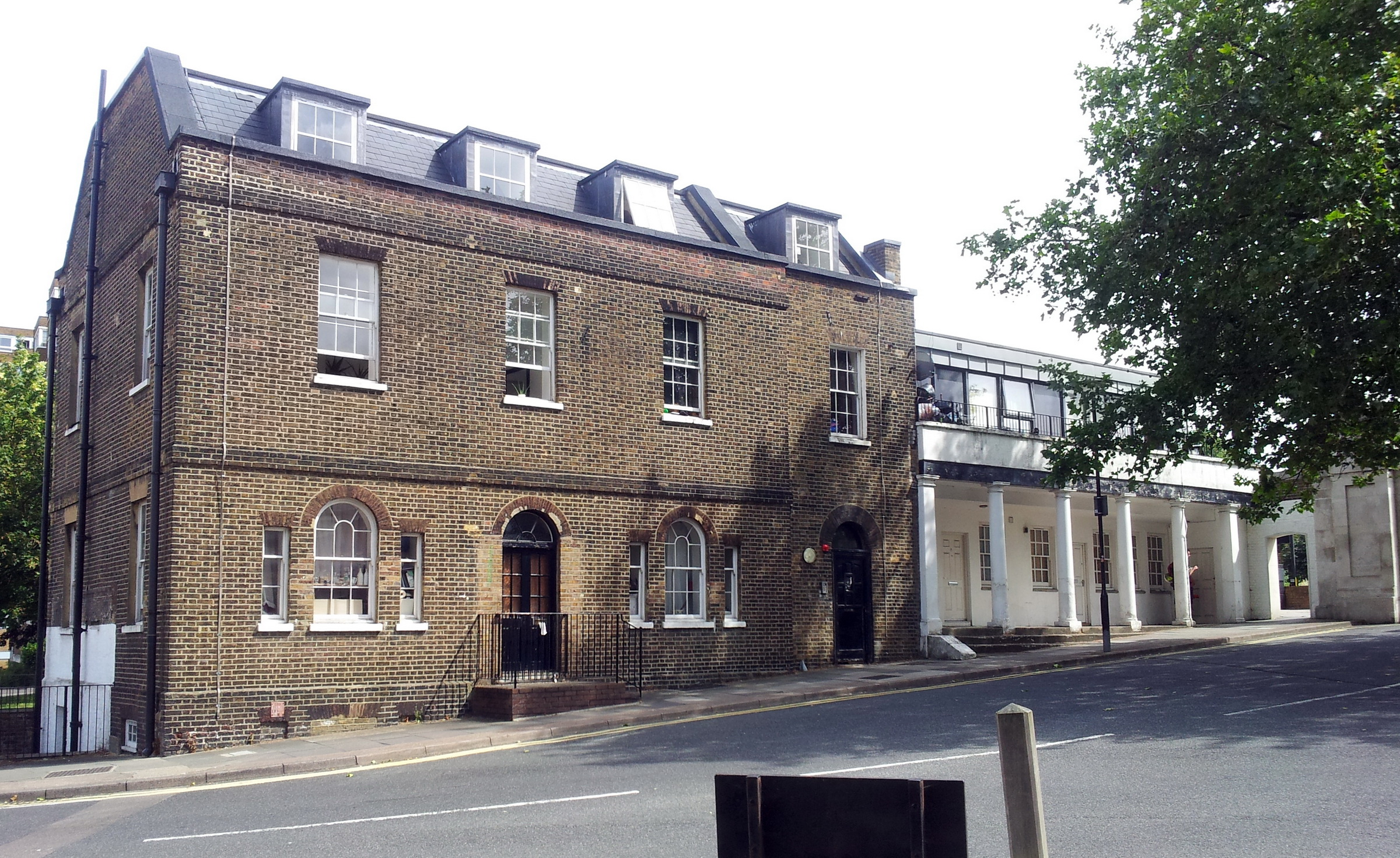
Wachthuis en poortgebouw
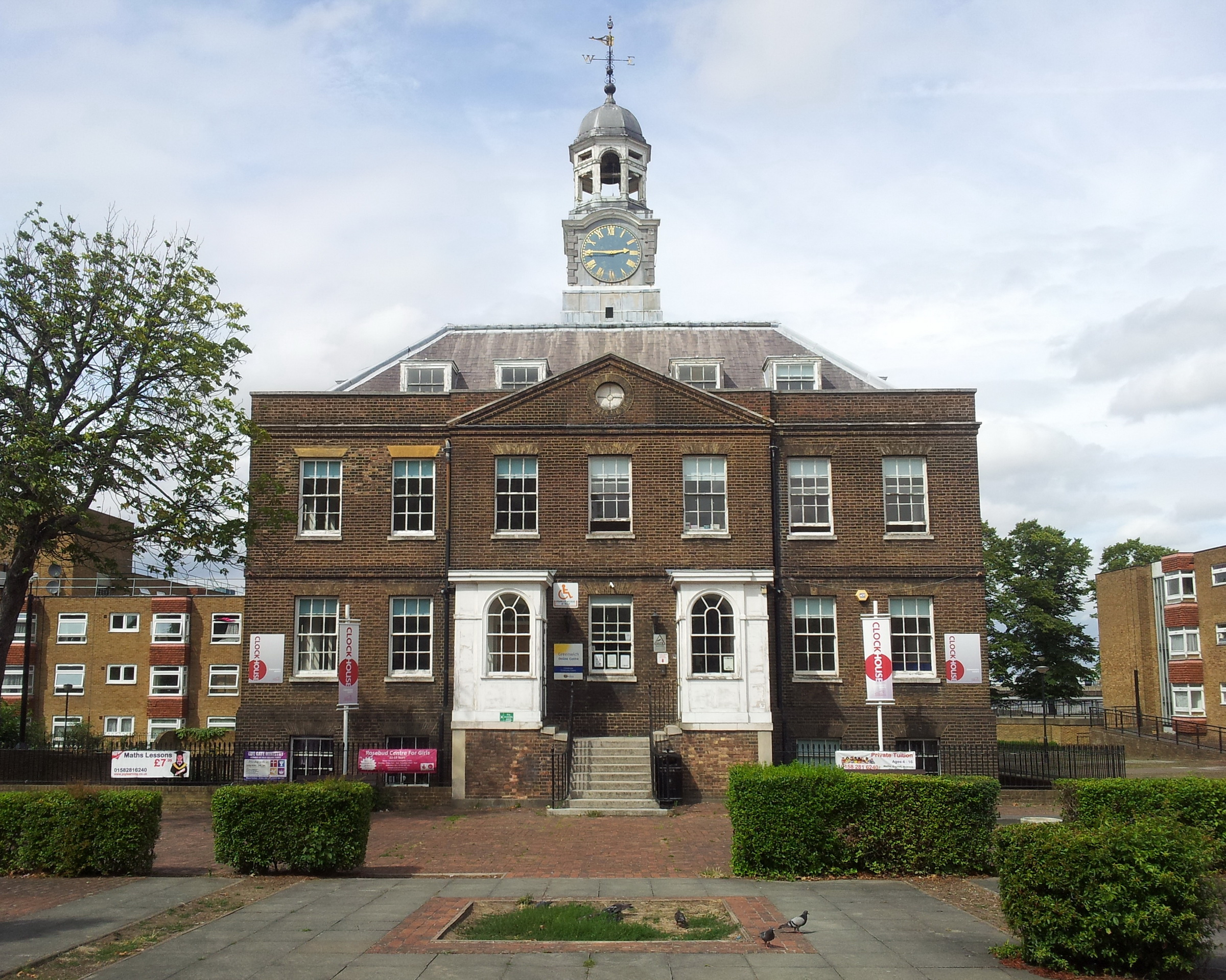
Clockhouse-gebouw
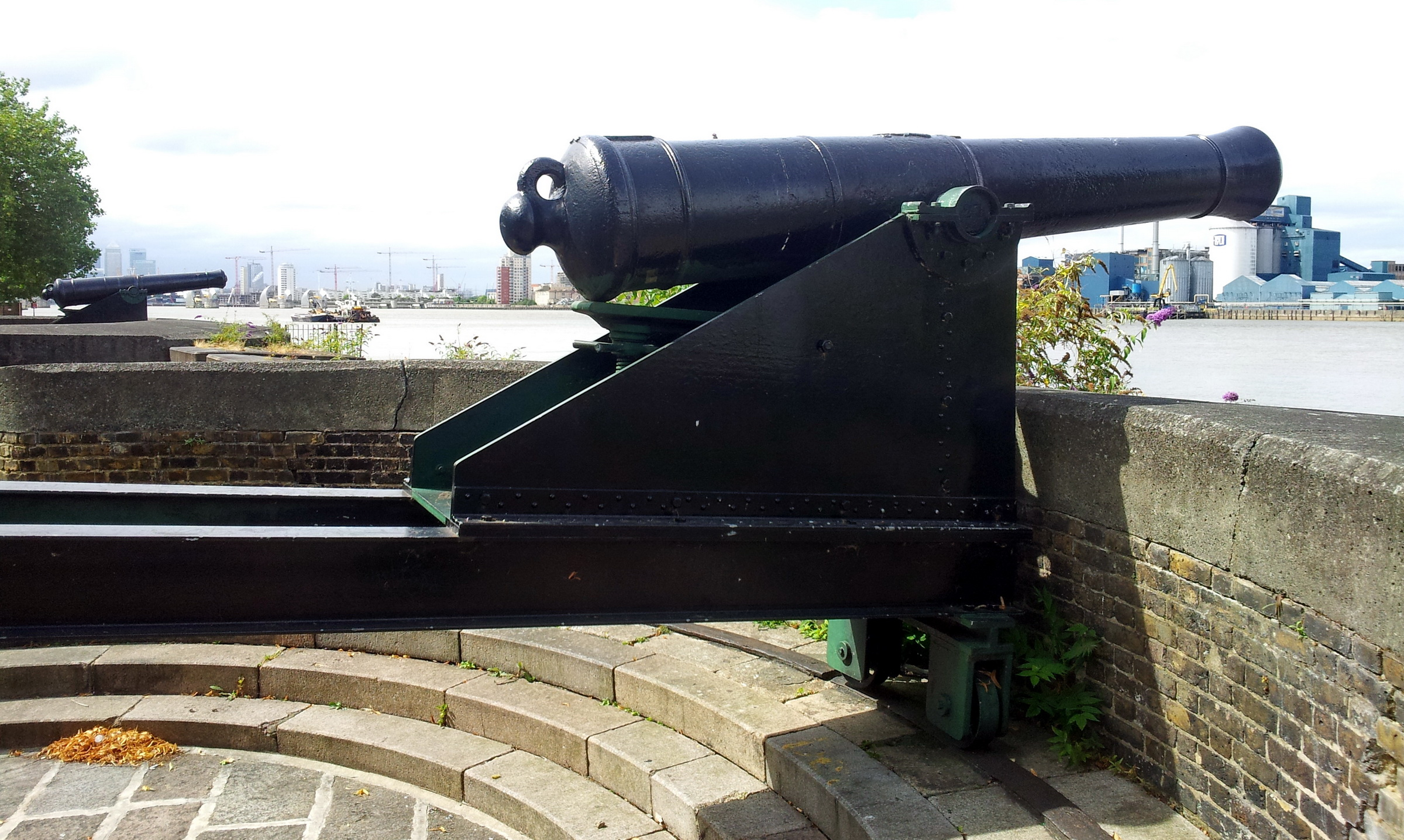
Kanon aan de Theems

In het gebied bevinden zich verder enkele voorbeelden van industrieel erfgoed. Langs de noordzijde van Woolwich Church Street zijn nog grote delen van de 19e-eeuwse fabrieksmuur bewaard gebleven. Van de Co-op-gebouwen is het kantoor van de begrafenisonderneming historisch het meest interessant. Een ander gebouw dat de tand des tijds overleefd heeft, is de oude Steam Factory met zijn prominente schoorsteen uit 1838-44.

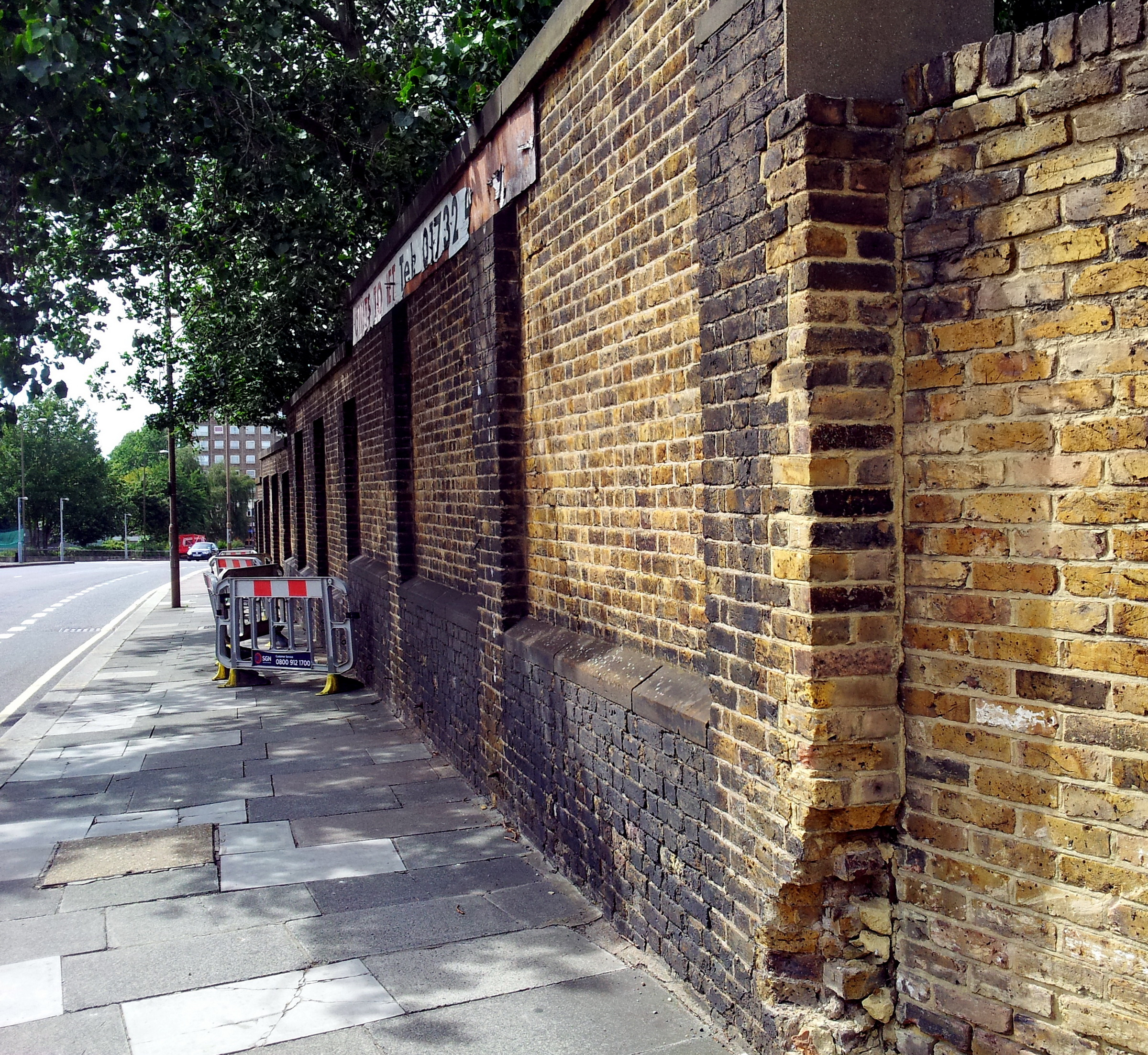
Fabrieksmuur
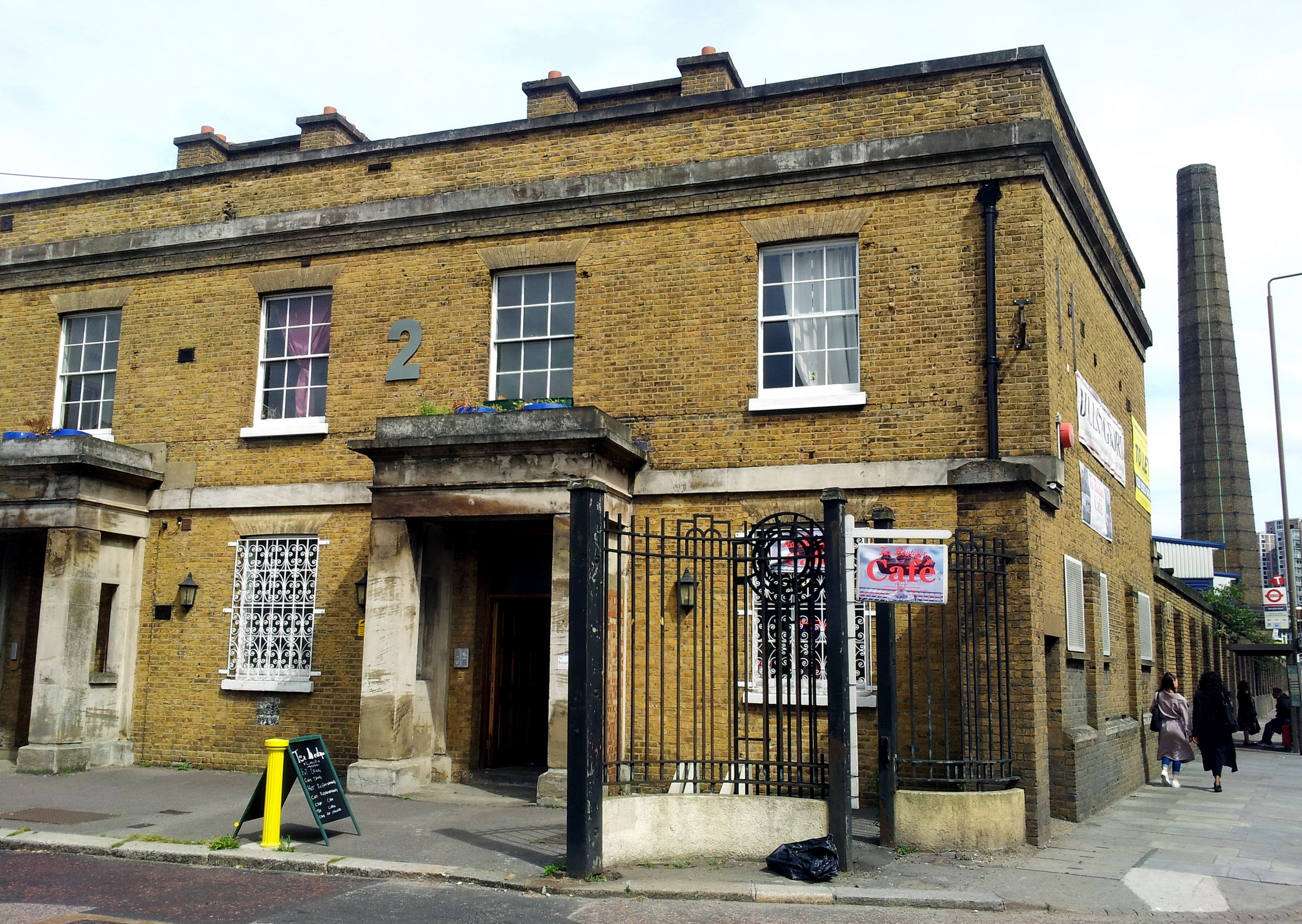
Co-op Funeralcare
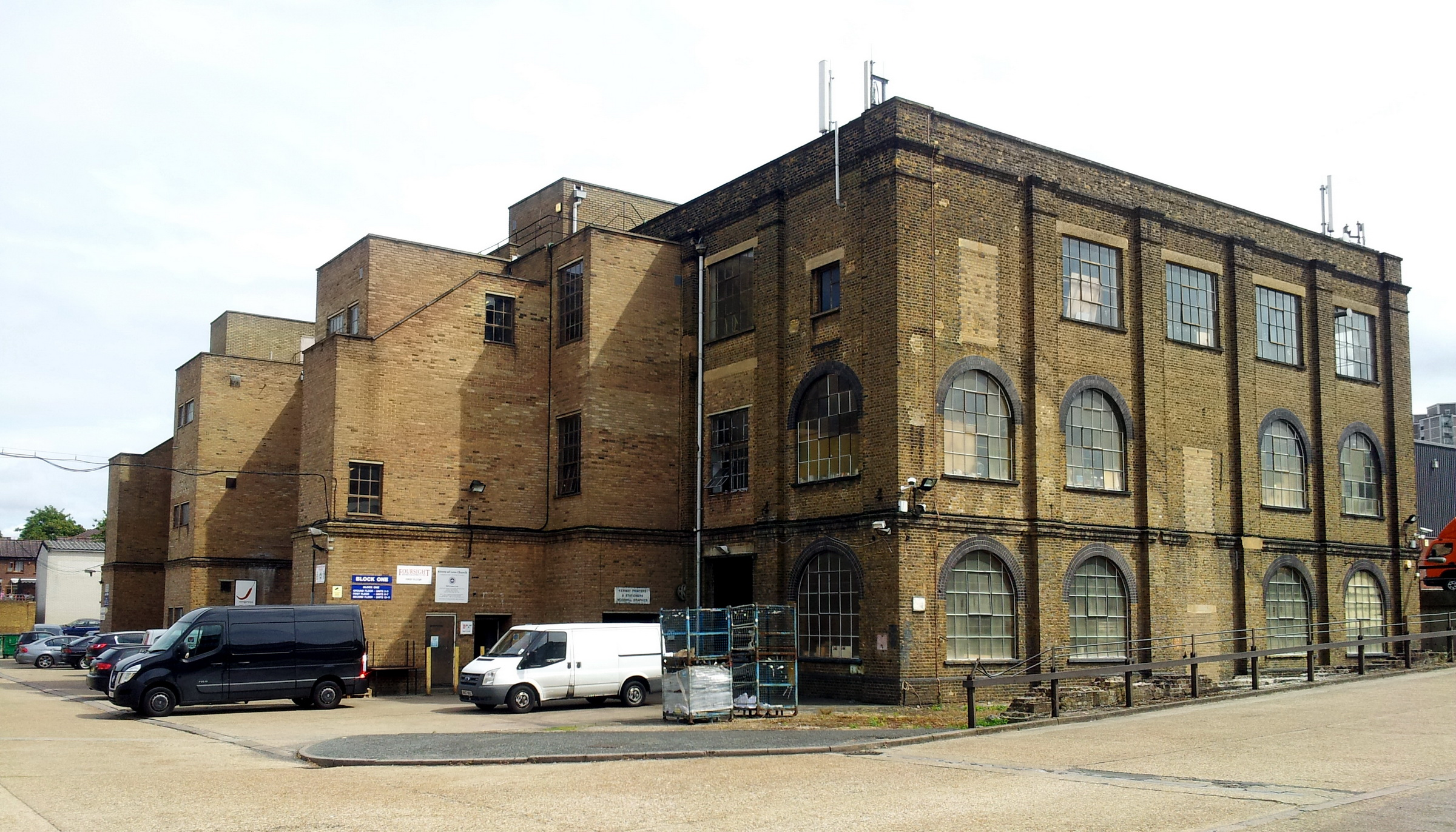
Steam Factory
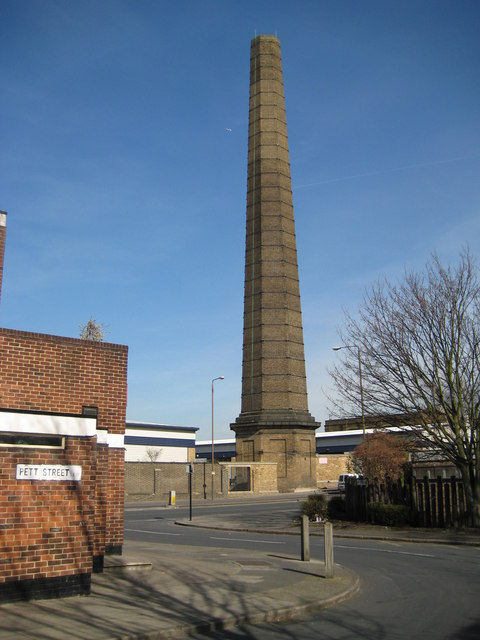
Schoorsteen